# Szlak im. Izydora Gulgowskiego
Szlak im. Izydora Gulgowskiego –  niebieski znakowany szlak turystyczny w Borach Tucholskich wytyczony jak dotychczas (stan na 2021) jedynie w swoim odcinku północnym między Wdzydzami a Olpuchem (na terenie Wdzydzkiego Parku Krajobrazowego i jego otuliny). Planowane jest jego wyznaczenie aż do Iwiczna, miejsca urodzenia Izydora Gulgowskiego – patrona szlaku. Tym samym będzie on łączyć dwa miejsca związane z jego życiem – miejsce urodzenia i lokalizację wdzydzkiego skansenu, który współtworzył. 

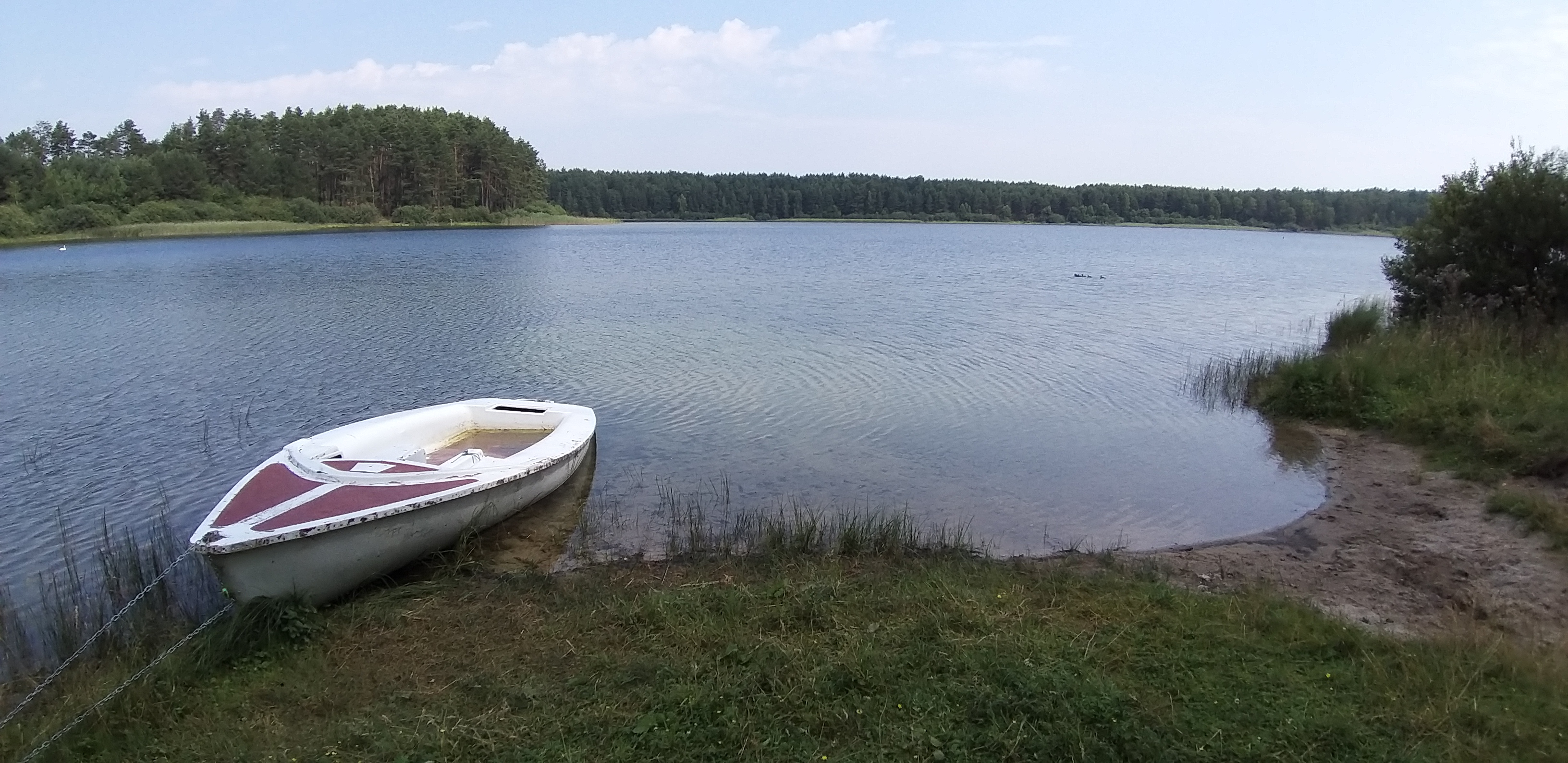
Widok na jezioro Kotel

W obecnym kształcie szlak, o charakterze lokalnym, ma 7,5 km długości. Rozpoczyna się we Wdzydzach przy skansenie. Prowadzi w kierunku wschodnim przez las sosnowy, wzdłuż południowego brzegu jeziora Wałachy, do osady letniskowej Gołuń. W tym miejscu łączy się z innymi szlakami:  zielonym Kamiennych Kręgów,  czerwonym Kaszubskim i  czarnym Wdzydzkim. Z Gołunia szlak biegnie dalej w kierunku wschodnim wzdłuż południowych brzegów jezior Stryjek i Kotel aż do Olpucha.
Szlak na odcinku Olpuch-Gołuń powstał w 2002 roku w wyniku reorganizacji szlaków turystycznych w tej części Kaszub – przeniesieniem węzła szlaków z coraz rzadziej użytkowanego przystanku kolejowego Olpuch Wdzydze do obsługiwanego przez autobusy Gołunia. W 2011 roku wytyczono odcinek z Gołunia do Wdzydz. Planowane jest wydłużenie szlaku w kierunku południowym. 